# Metaludvinding
Metaludvinding  er en del af metallurgien, hvor man beskæftiger sig med at udvinde metaller af malme, rense dem og genanvende dem.
De fleste metaller, som findes i jordens skorpe, indgår i iltrige forbindelser, malme. For at udvinde det ønskede metal må man reducere metaloxiden, og der er to metoder, man kan bruge: elektrisk eller kemisk. Elektrisk reduktion eller elektrolyse medfører, at man sender en kraftig strøm gennem den smeltede metaloxid eller en smeltet metaloxidopløsning. På den måde fremstiller man  aluminium og mange andre metaller. Den kemiske reduktion gør brug af en reducerende, kemisk forbindelse til at ændre metallets oxidationsgrad. I tilfældet jern er det reducerende stof koks) . Koks er kulstof, og når koksene bliver blandet med jernoxiden og opvarmet, vil ilten flytte sig fra jernet over på kulstoffet. Jernet bliver reduceret, og samtidig dannes der (CO2) og kulilte.
Før man fandt ud af at bruge koks af stenkul, var det eneste tilgængelige reduktionsmiddel trækul. Det var besværligt at fremstille, og forbruget medførte udstrakte skovrydninger i malmrige egne. Det ser ud til, at kelterne allerede i oldtiden havde fundet en løsning på dette problem, nemlig at fremstille træ i store mængder med en omdriftstid på ca. 15 år (se stævningsdrift).